# Repecko
Repecko (urzędowo: Repeckie; niem. Repetzko) – miejscowość, stanowiąca część miasta Tarnowskie Góry, zlokalizowana na terenie dzielnicy Sowice, nad rzeką Stołą.
Obecność człowieka w dolinie Stoły, w tym na terenie współczesnego Repecka, sięga już czasów prehistorycznych. W neolicie na tym obszarze istniała osada ludności kultury ceramiki sznurowej, a w okresie kultury łużyckiej – kolejne trzy osady, po których znaleziono liczne pozostałości. Badania archeologiczne w Repecku prowadzone były głównie w latach 30. XX wieku. Na terenie tym nie nastąpiła ciągłość osadnicza; Repecko powstało najprawdopodobniej dopiero w XIX wieku jako osiedle samorodne lub jako osada przyfolwarczna. Jego mieszkańcy zajmowali się głównie rolnictwem, a od końca XVIII wieku  pracowali również w przemyśle. Historycznie oraz administracyjnie Repecko przynależało do gminy Opatowice, od 1945 do 1975 roku było częścią Strzybnicy, którą to następnie przyłączono do Tarnowskich Gór, zaś Repecko zostało częścią dzielnicy Sowice.

## Historia

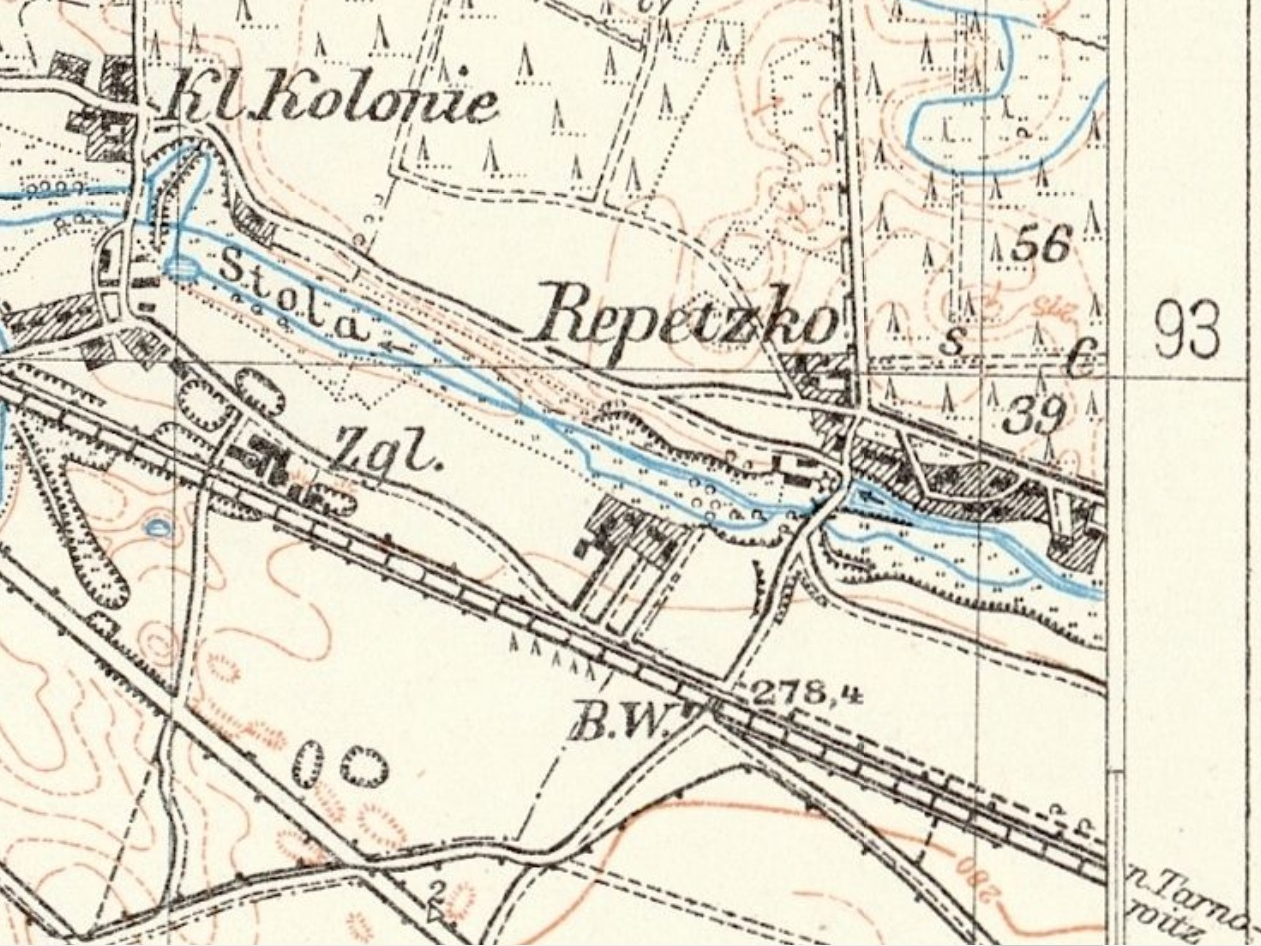
Repecko (niem. Repetzko) oraz Kolonia Piaseczna Mała (Kl.Kolonie) na fragmencie niemieckiej mapy Górnego Śląska z 1933 roku (na podstawie pruskiej mapy z 1883 roku)

Ze względu na korzystne warunki naturalne (położenie w dolinie rzeki Stoły, bliskość lasów) tereny obecnego Repecka już w mezolicie (środkowa epoka kamienna) przyciągały ludność zbieracko-łowiecką. W neolicie istniała na terenie tej miejscowości osada ludności kultury ceramiki sznurowej, której głównym zajęciem była uprawa roli, hodowla zwierząt, wyrabianie prostych narzędzi i tkactwo. W okresie kultury łużyckiej na obszarze ok. 1 km² w pobliżu Repecka oraz Rybnej-Kolonii i Kolonii Piasecznej Małej istniały trzy osady, po których odkryto wyroby z brązu i żelaza oraz ślady zabudowy (chaty słupowe).
W latach 30. XX wieku pod kierownictwem prof. Józefa Kostrzewskiego przeprowadzono liczne prace archeologiczne w dolinie Stoły, m.in. w Piasecznej, Kolonii Piasecznej Małej, Rybnej-Kolonii, Puferkach, Sowicach oraz w Repecku. W tej ostatniej miejscowości odnaleziono liczne wiórki, grociki, skrobacze, odłupki i fragmenty naczyń zdobionych ornamentem sznurowym, czterościennego toporka oraz płyt do polerowania z okresu mezolitu i neolitu. Znalezione m.in. w Repecku narzędzia krzemienne i ceramika są najstarszymi dowodami obecności ludzi w rejonie tarnogórskim.
Pomimo obecności człowieka w okolicach Repecka już w czasach prehistorycznych, na terenie tym nie nastąpiła ciągłość osadnicza. Nieprawdziwe okazały się stwierdzenia tarnogórskiego kronikarza Jana Nowaka z 1927 roku, powielone przez dr Danutę Molendę w 1969 roku, o rzekomej XIII-wiecznej działalności w Opatowicach i Repecku zakonu cystersów. Repecko nie jest też wymienione w dokumencie z 15 kwietnia 1415 roku, w którym biskup krakowski Wojciech Jastrzębiec erygował parafię św. Marcina w Tarnowicach (Starych). O miejscowości milczą również księgi tejże parafii z XVIII wieku oraz z lat 1822 i 1828. Nie wspomina o niej również Ephraim Ludwig Gottfried Abt w swoim skrupulatnie opracowanym memoriale Geschichte des Bley und Silber-Bergbaues um Tarnowitz und Beuthen in Oberschlesien von 1528 an, bis zum Verfall und bis zur Wiederaufnahme im 1784 wydanym w Breslau w 1791 roku (wyd. polskie: „Memoriał w sprawie kopalnictwa rud ołowiu i srebra na Górnym Śląsku”, Katowice, Wydawnictwo „Śląsk”, 1957).

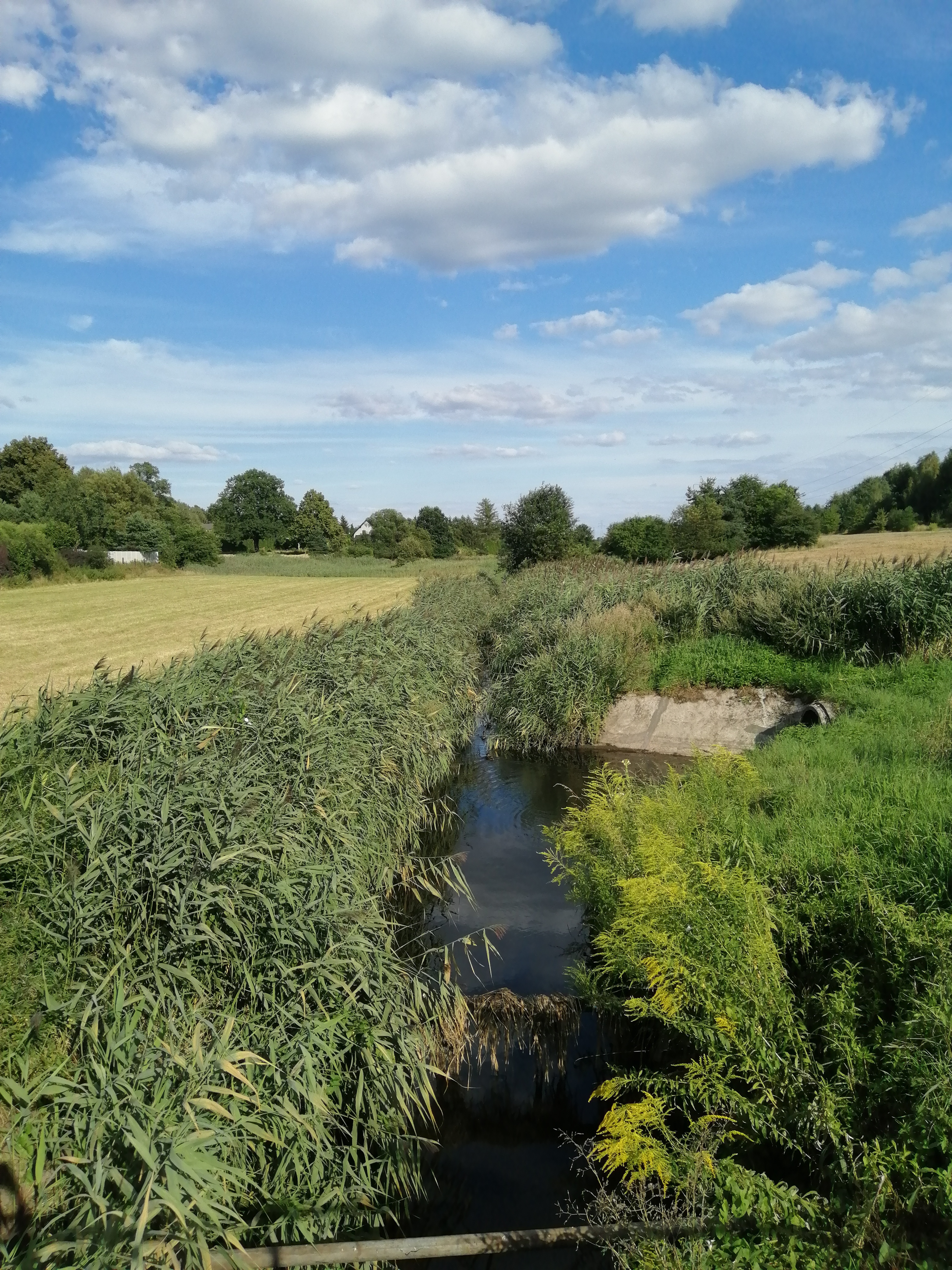
Dolina Stoły w Repecku – miejsce wielu odkryć archeologicznych

Miejscowość powstała prawdopodobnie dopiero w XIX wieku jako osiedle samorodne. Najwcześniej pojawia się pod nazwą Repetzki na będącej litografią mapie powiatu bytomskiego datowanej na lata 1825–1835. Przysiółek ten stopniowo przekształcił się w wieś przydrożną obejmującą kilka domostw przy drodze łączącej Strzybnicę z Puferkami (obecna ul. Grzybowa). Istnieje również możliwość, że osada powstała przy założonym tu w XIX wieku folwarku, który w 1864 roku liczył 300 morgów gruntów ornych i wraz z majątkiem w Opatowicach należał do majoratu z Tarnowic. Większość mieszkańców osady zajmowała się rolnictwem (np. pracując w folwarku), a od końca XVIII wieku również przemysłem (pracując m.in. w nowo wybudowanej hucie Fryderyk w nieodległej Piasecznej).
Wierni z Repecka początkowo przynależeli do oddalonej o ok. 4 km parafii św. Marcina w Tarnowicach (Starych), a dopiero od 1945 roku do parafii Matki Boskiej Częstochowskiej w Sowicach.
Historycznie oraz administracyjnie Repecko wraz z północno-zachodnią częścią sąsiednich Puferek należało do gminy Opatowice (niem. Gemeinde Oppatowitz). W latach 1945–1954 Repecko było częścią gminy, w latach 1954–1958 – gromady, w latach 1958–1966 – osiedla, a w latach 1967–1975 – miasta Strzybnica, które w 1975 roku przyłączono do Tarnowskich Gór, a Repecko oraz cały obszar Puferek stały się częścią dzielnicy Sowice.
W listopadzie 2011 roku nad rzeką Stołą w Repecku oddano do użytku Centralną Oczyszczalnię Ścieków (COŚ). Powstała ona w ramach pierwszego etapu projektu budowy w Tarnowskich Górach systemu wodno-kanalizacyjnego.

## Zabytki

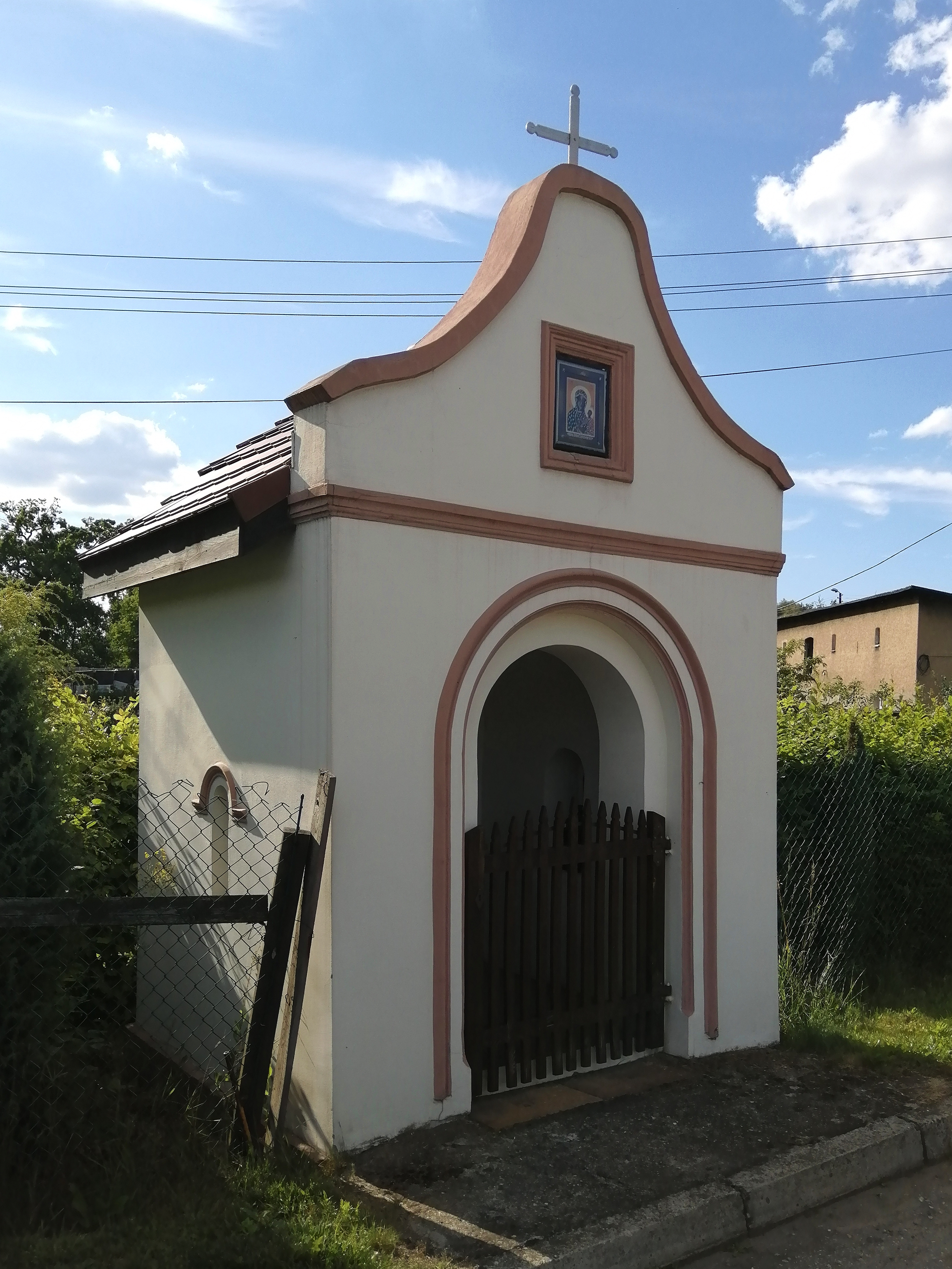
Zabytkowa kaplica św. Jana Nepomucena przy ul. Wodnej

W Repecku znajduje się jeden obiekt wpisany do rejestru zabytków województwa śląskiego – zabytek archeologiczny w postaci osad: mezolitycznej, kultury łużyckiej (VB-HC) i kultury przeworskiej w rejonie ul. Grzybowej (AZP 94-46, nr 3; nr rej. C/1331/85) .
Pozostałe zabytki archeologiczne na terenie miejscowości figurują w gminnej ewidencji zabytków miasta Tarnowskie Góry :
- 3 osady: mezolityczna, kultury ceramiki sznurowej i łużyckiej-epoki brązu – AZP 94-46, nr 5 o współrzędnych 50°28′08″N, 18°49′26″E,
- ślad osadnictwa z epoki kamiennej i 2 osady: kultury łużyckiej i kultury przeworskiej – AZP 94-46, nr 6 o współrzędnych 50°28′06″N, 18°49′26″E,
- 3 osady: z mezolitu, neolitu i epoki brązu-okresu halsztackiego – AZP 94-46, nr 7 o współrzędnych 50°28′03″N, 18°49′32″E (na terenie COŚ),
- osada z epoki brązu/okresu halsztackiego oraz ślad osadnictwa z wczesnego średniowiecza – AZP 94-46, nr 8 o współrzędnych 50°28′01″N, 18°49′41″E (na terenie COŚ),
- 2 ślady osadnictwa: z epoki kamiennej i wczesnego średniowiecza oraz osada z okresu halsztackiego – AZP 94-46, nr 9 o współrzędnych 50°27′57″N, 18°49′51″E (na terenie COŚ).

Ponadto przy ul. Wodnej, w pobliżu rzeki Stoły, stoi zabytkowa kaplica św. Jana Nepomucena z II połowy XIX wieku . Budynek wzniesiony jest na rzucie zbliżonym do kwadratu, kryty dwuspadowym dachem. W ścianie frontowej znajduje się obszerne łukowate wejście obwiedzione listwą wałkową, zamknięte drewnianą furtką. Fasada budynku zwieńczona jest falistą attyką z metalowym krzyżem oraz z prostokątną wnęką z obrazem Matki Boskiej Częstochowskiej, w ścianach bocznych znajdują się z kolei wąskie okna zwieńczone łukowatymi gzymsami. Wnętrze obiektu sklepione jest kolebkowo, zaś podłoga wyłożona jest ceramicznymi płytkami. Pod ścianą tylną stoi murowana mensa ołtarzowa w formie kielicha, a na niej ustawiona jest figura patrona kaplicy.

## Komunikacja
Dojazd do Repecka od strony Puferek i Sowic (od wschodu) oraz Strzybnicy (od zachodu) umożliwia ul. Grzybowa (stanowiąca fragment drogi powiatowej klasy Z nr 3290S), natomiast od strony centrum i Opatowic (od południa) prowadzi ul. Wodna (droga gminna klasy L nr 270 364 S).
Publiczny transport zbiorowy zapewnia Zarząd Transportu Metropolitalnego organizujący przewozy autobusowe na liniach 189, 671 i 736. Autobusy zatrzymują się na przystanku o nazwie Repecko.